# Dipodomys agilis
Dipodomys agilis és una espècie de mamífer rosegador de la família dels heteròmids. Viu a Califòrnia (Estats Units) i la Baixa Califòrnia (Mèxic). Es tracta d'un animal nocturn que s'alimenta principalment de llavors. El seu hàbitat natural són els vessants de chaparral montà que van pujant fins a convertir-se en boscos de coníferes. Es creu que no hi ha cap amenaça significativa per a la supervivència d'aquesta espècie, tot i que la urbanització i la consegüent destrucció del seu entorn natural han perjudicat moltes poblacions de D. agilis.